# Ведмежье (Роменский район)
Ведмежье (укр. Ведмеже) — село, Рогинский сельский совет, Роменский район, Сумская область, Украина.
Код КОАТУУ — 5924188502. Население по переписи 2001 года составляло 603 человека.
В Центральном государственном историческом архиве Украины в Киеве хранится исповедная роспись села Медвежье.

## Географическое положение
Село Ведмежье находится на левом берегу реки Ромен,
выше по течению на расстоянии в 1 км расположено село Галка,
ниже по течению на расстоянии в 2,5 км расположено село Рогинцы,
на противоположном берегу — сёла Посад и Великие Бубны.
По селу протекают пересыхающие ручьи с запрудами, вокруг села много ирригационных каналов.

## Экономика
- Молочно-товарная ферма. [источник не указан 1665 дней]
- «Ромен», ЧП.[источник не указан 1665 дней]
- Государственное учреждение «Сульское исследовательское поле», подразделение Национальной академии аграрных наук Украины.[источник не указан 1665 дней]

## Объекты социальной сферы
- Школа.[источник не указан 1665 дней]
- Дом культуры.[источник не указан 1665 дней]